# Renault Kangoo Compact Concept
Renault Kangoo Compact Concept est un concept-car de la société Renault, qui a été présenté au Salon de l'automobile de Francfort en 2007.
Cette désignation a également été utilisée de 2009 à 2013 pour un modèle spécial raccourci du Renault Kangoo.

## Be Bop
Le Be Bop est un SUV et le Be Bop est la voiture de sport correspondante, les deux concept-cars étant présentés au Salon de l'automobile de Francfort en 2003.

### Moteur
La Be Bop est propulsée par un moteur à essence quatre cylindres de 1 600 cm3 de cylindrée et 84 kW (114 ch). La puissance motrice est transmise aux roues de 21 pouces par une boîte de vitesses à six rapports et un embrayage électrique. La garde au sol de 210 mm permet également de rouler hors des routes pavées.
Le Be Bop, quant à lui, est propulsé par un moteur turbo de 2,0 litres d'une cylindrée de 2 000 cm3 et d'un couple maximal de 300 N m. Les changements de vitesse se font par l'intermédiaire d'une boîte de vitesses séquentielle à six rapports.

### Innovation
Les deux versions du Be Bop sont équipées d'un habillage de dessous de caisse, qui est conçu pour améliorer l'aérodynamisme et donc réduire la consommation de carburant. Les lignes sont courbes. Un grand pare-brise arrondi et un toit en verre panoramique constituent des entrées de lumière essentielles pour l'intérieur. Dans l'habitacle, un grand arc est dessiné de l'avant à l'arrière, qui sert également de support aux quatre sièges individuels. Cet arc contient, entre autres, le levier de vitesses et les commandes du chauffage, de la climatisation, de la radio, etc. Deux écrans à cristaux liquides disposés l'un au-dessus de l'autre indiquent la vitesse de conduite et le régime moteur en 3D. Toutes les autres informations peuvent être lues sur un écran rotatif et rétractable. À l'extérieur, on trouve des phares à diodes et des bandes lumineuses à l'arrière. Le hayon s'ouvre en deux temps. La fenêtre se relève d'abord, puis le plancher de chargement s'abaisse.
En outre, les sièges arrière du Be Bop peuvent disparaître sous les sièges avant pour offrir plus d'espace de rangement.
Le Be Bop a un profil sportif. Les sièges offrent un meilleur soutien latéral.